# Miran Pavlin
Miran Pavlin (Kranj, República Federativa Socialista de Yugoslavia, 8 de octubre de 1971) es un exfutbolista esloveno que se desempeñó como mediocampista y que militó en diversos clubes de Eslovenia, Alemania, Portugal y Chipre.

## Clubes
| Club               | País      | Año         |
| ------------------ | --------- | ----------- |
| NK Naklo           | Eslovenia | 1992 - 1993 |
| Olimpija Ljubljana | Eslovenia | 1993 - 1996 |
| Dinamo Dresde      | Alemania  | 1996 - 1997 |
| Friburgo           | Alemania  | 1997 - 1999 |
| Karlsruhe          | Alemania  | 1999 - 2000 |
| FC Porto           | Portugal  | 2000 - 2002 |
| Olimpija Ljubljana | Eslovenia | 2002 - 2003 |
| Olympiakos Nicosia | Chipre    | 2003 - 2004 |
| APOEL Nicosia      | Chipre    | 2004 - 2005 |
| Olimpija Ljubljana | Eslovenia | 2005 - 2009 |
| FC Koper           | Eslovenia | 2009 - 2010 |

## Selección nacional
Ha sido internacional con la selección de fútbol de Eslovenia, donde jugó en 63 ocasiones y anotó 5 goles en el seleccionado esloveno adulto. Asimismo, Pavlin participó junto a su selección en una Copa del Mundo y fue en la edición de Corea del Sur y Japón 2002, cuando su selección quedó eliminada en la primera fase, siendo último en su grupo (que compartió con España, Paraguay y Sudáfrica). También participó en la Eurocopa de Holanda y Bélgica 2000, cuando su selección quedó eliminada en la primera fase, siendo último en su grupo (que compartió con España, Yugoslavia y Noruega).